# Jim Miller
James Brown Miller (25 de outubro de 1866 -  19 de abril de 1909),  também conhecido como "Killin' Jim", "Killer Miller" e "Deacon Jim", foi um criminoso estadunidense do velho oeste Americano, sendo-lhe atribuído o assassinato de cerca de doze pessoas, na maioria por tiroteios.    Miller era conhecido pelo apelido Deacon Jim por alguns porque ele frequentava regularmente a Igreja Metodista e não fumava ou bebia. Ele foi  linchado por uma multidão de cidadãos irados por causa de seu assassinato contra um ex-deputado  estadunidense.
Miller era casado com a prima de outro famoso fora da lei, John Wesley Hardin.

## Início da vida
Miller nasceu em Van Buren, Arkansas, mas se mudou com seus pais para Franklin, Texas, com um ano de idade.   O pai de Miller, Jacob, nasceu na Pensilvânia em 1801, e era um pedreiro, tendo ajudado a construir o primeiro edifício do Capitólio, em Austin, Texas. A mãe de Miller, Cynthia Basham, nasceu no Tennessee em 1827. Apenas alguns anos após a mudança ambos os pais de Miller morreram e ele foi enviado para Evant, Texas para viver com seus avós. Na idade de oito anos, Miller ficou novamente órfão depois que seus avós foram encontrados mortos em sua casa. Miller foi preso, mas não foi processado pelo crime. 
Sua irmã e o marido desta, o aceitaram em sua fazenda em Plum Creek, perto de Gatesville, Texas.  Os  registros censitários de 1880 apontam ele com dezenove anos de idade, vivendo em Coryell County, Texas, com seus irmãos e uma mãe viúva. Em 30 de julho de 1884, Miller se aproximou de seu cunhado, com quem teve uma discussão, enquanto ele dormia em sua varanda, atirando-lhe na cabeça. Miller foi condenado e sentenciado à prisão perpétua, no entanto, a condenação foi anulada devido a questões técnicas. uma tecnicalidade.
Depois de deixar a fazenda Coop, Miller tornou-se um capataz em McCulloch County, Texas, no rancho de Mannen Clements. Clements foi morto por Ballinger Joe Townsend em 29 de março de 1887, durante o tempo de emprego de Miller em seu rancho. Townsend viria a ser emboscado por um assaltante empunhando uma espingarda, a assinatura criminosa de Miller. Townsend veio a sobreviver, mas perdeu o braço numa amputação.

## Pecos

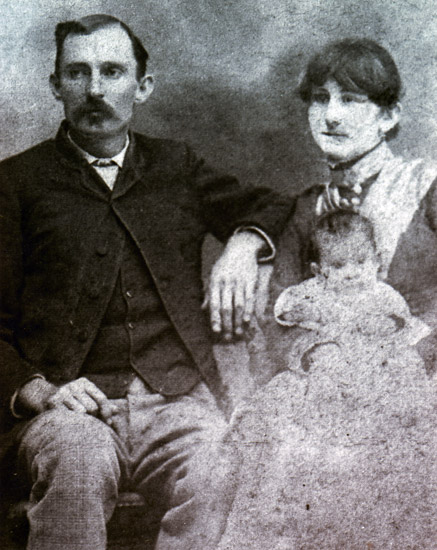
Miller e sua família na década de 1890

Ao longo dos próximos dois anos, Miller viajou na região da fronteira Texas-México e trabalhou em um saloon em San Saba County, Texas.  Em Reeves County, Texas, Miller tornou-se um vice-xerife e ele mais tarde se tornaria delegado da cidade de Pecos. Durante este tempo, ele ganhou uma reputação por matar mexicanos, alegando que eles estavam tentando fugir. 
Miller se casaria com Sallie Clements, filha de Mannen Clements, em 1891. Ao assumir a aparência de um metodista devoto, ele ganharia o apelido de Deacon Jim. Ele era muito querido pelo povo, pois era sempre educado e um membro ávido da igreja. Independentemente do tempo que estivesse fazendo, ele sempre utilizava uma sobrecasaca preta grande. 
Miller acabou se envolvendo em uma briga com o xerife de Pecos, George A. "Bud" Frazer. Enquanto Frazer estava fora de Pecos, em uma viagem à El Paso, Texas, ele foi informado de que Miller tinha permitido que criminosos assumissem o controle da cidade.  Frazer iria solicitar a ajuda do Texas Ranger John R. Hughes, para mais uma vez mais garantir a segurança de Pecos. Frazer imediatamente prendeu Miller em seu retorno para Pecos sob a acusação de assassinato. Um júri viria a liberar Miller .  Frazer acreditava que Miller havia roubado mulas na cidade, e o prendeu novamente. 
Em 12 de abril de 1894, em Pecos, Miller foi confrontado por Frazer sobre seu envolvimento no assassinato do pecuarista Con Gibson. Frazer não esperou por Miller pegar sua espingarda, atirando-o e atingindo-o no braço direito.    Enquanto Miller estava tentando disparar sua arma com a mão esquerda, atingindo um espectador chamado Joe Krans, Frazer disparou novamente, atingindo Miller na virilha, que finalmente o fez desmaiar. Frazer esvaziou as seis balas de sua arma atirando no peito de Miller.  Após os amigos de Miller o levarem às pressas para um médico, sua sobrecasaca foi removida para revelar uma chapa de aço de grandes dimensões que Miller usava em suas roupas, que resistiu aos tiros de Frazer, salvando sua vida. Miller acabou por se recuperar dos ferimentos. 
Em 26 de dezembro de 1894, Miller estava na rua quando Frazer começou a disparar contra ele. Frazer atirou em  Miller no braço e na perna. Apressando-se para acabar com ele, Frazer tentou atirar em Miller no peito, mas uma chapa de ferro em seu revestimento pouparia a vida de Miller. Frazer, desmoralizado, rapidamente recuou.  Miller acusou Frazer de tentativa de homicídio. O caso, ouvido em El Paso, terminou com um júri inconclusivo. 
Frazer perderia sua reeleição para o xerife e deixaria a cidade para Carlsbad, Novo México. Apenas alguns meses depois, porém, ele voltaria para a região de Pecos para visitar sua mãe e irmã. A disputa terminou em 13 de setembro de 1896, quando Miller soube da presença de Frazer na área. Frazer estava em uma mesa de jogo em Toyah, Texas. Miller abriu as  portas giratórias do salão de nivelamento deixando sua espingarda entre elas. Ele atirou em Frazer, removendo parte de sua cabeça com os tiros. A Irmã de Frazer, irada, confrontou Miller, que ameaçou matá-la também.  Um júri não condenaria Miller tempos depois.
Miller realizou ameaças contra Joe Earp, uma testemunha que iria depor contra ele. Apenas três semanas depois do julgamento, Earp foi morto por um tiro de espingarda.  Para garantir um álibi, Miller passou a noite montado em seu cavalo em uma viagem cansativa de 100 milhas. O procurador público da região, o juiz Stanley, viria a morrer de intoxicação alimentar em Memphis, Texas. 

## Assassino profissional

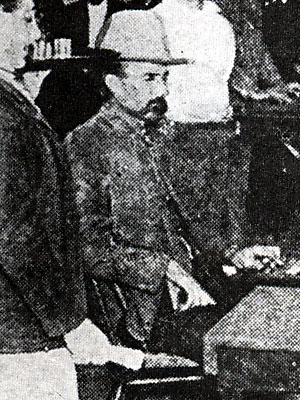
Jim Miller jogando

Miller se tornaria um Texas Ranger, apesar de seus problemas legais, trabalhando como um ranger residente em Memphis. Mais tarde ele serviu em Hall County matando um homem nas redondezas de Collingsworth. A família Miller mudou-se para Fort Worth em 1900 e Sallie iria abrir uma pensão. A partir daí Miller começa a anunciar-se como um assassino profissional, cobrando US $ 150 por cada assassinato.
Miller iria matar dois homens perto de Midland naquele ano, e acabou preso pelo assassinato de um deles. O sócio de Miller na viagem, Lawrence Angel, acabou por levar o crédito pela morte. Miller, agora como testemunha, afirmou que Angel havia agido em legítima defesa. 
Durante o verão de 1902, Miller afirmou que ele havia pego três homens que roubavam gado em Ward County. Ele mataria dois deles usando seu rifle Winchester, mas um escapou, baleado. Miller matou o advogado James Jarrot, em 1904, que era bem-sucedido em casos de agricultores da área que estavam levantando cercas que interrompiam os negócios de fazendeiros perto de Lubbock.  Os fazendeiros contrataram Miller para o assassinato e pagaram U$ 500. Miller pegou Jarrot enquanto dava água aos seus cavalos, perto de sua fazenda. Miller teve que atirar Jarrot quatro vezes: "Ele foi o homem mais difícil de matar que eu encontrei". 
Naquele mesmo ano, Miller aceitou o  contrato para o assassinato de Frank Fore. Ele iria segui-lo até o hotel Westbrook. Miller foi acompanhado de outros companheiros: Harkey Dee, Jinx Clark e Tom Coggins, a quem ele deixou no saguão. Miller iria atirar em Fore no bainherio superior. Imediatamente depois do tiroteio Miller tentou render-se a Harkey mas ele se recusou a prende-lo. Clark e Coggins diriam mais tarde que eles testemunharam o tiroteio e que Miller havia agido em egítima defesa. 
Em 1 de agosto de 1906, Miller matou o secretário do Departamento de Assuntos Indígenas, Lawman Ben C. Collins, em Oklahoma  como uma retribuição dos amigos e da família Pruitt de um bandido, Pruitt Porto, que havia sido baleado e morto por Collins em 1903.  Miller teria sido pago com $2.000 por pessoas pessoas desconhecidas; crime esse que ele fez na frente da esposa de Collins. Miller foi preso pelo assassinato,  mas ele nunca foi condenado e foi eventualmente solto. 
Em 28 de fevereiro de 1908, ex-xerife, e assassino e de Billy The Kid, PatGarrett, estava viajando perto de Las Cruces, Novo México com fazendeiros colegas Jesse Wayne Brazel e Carl Adamson, que era casada com um primo da esposa de Miller. Garrett parou seu buggy para urinar quando Miller, supostamente contratado por um inimigo de Garrett, o baleou. Uma bala atingiu Garrett na parte de trás da cabeça e saiu por cima do olho direito. Girando em torno de Garrett, Miller o atingiu com ums egundo tiro no estômago. Ele morreu instantâneamente. Miller fuigu do local rapidamente em um cavalo para poder ter um álibi. Brazel iria histericamente confessar o assassinato, mas viria a ser absolvido em razão da autodefesa. 

## Assassinato de Bobbitt

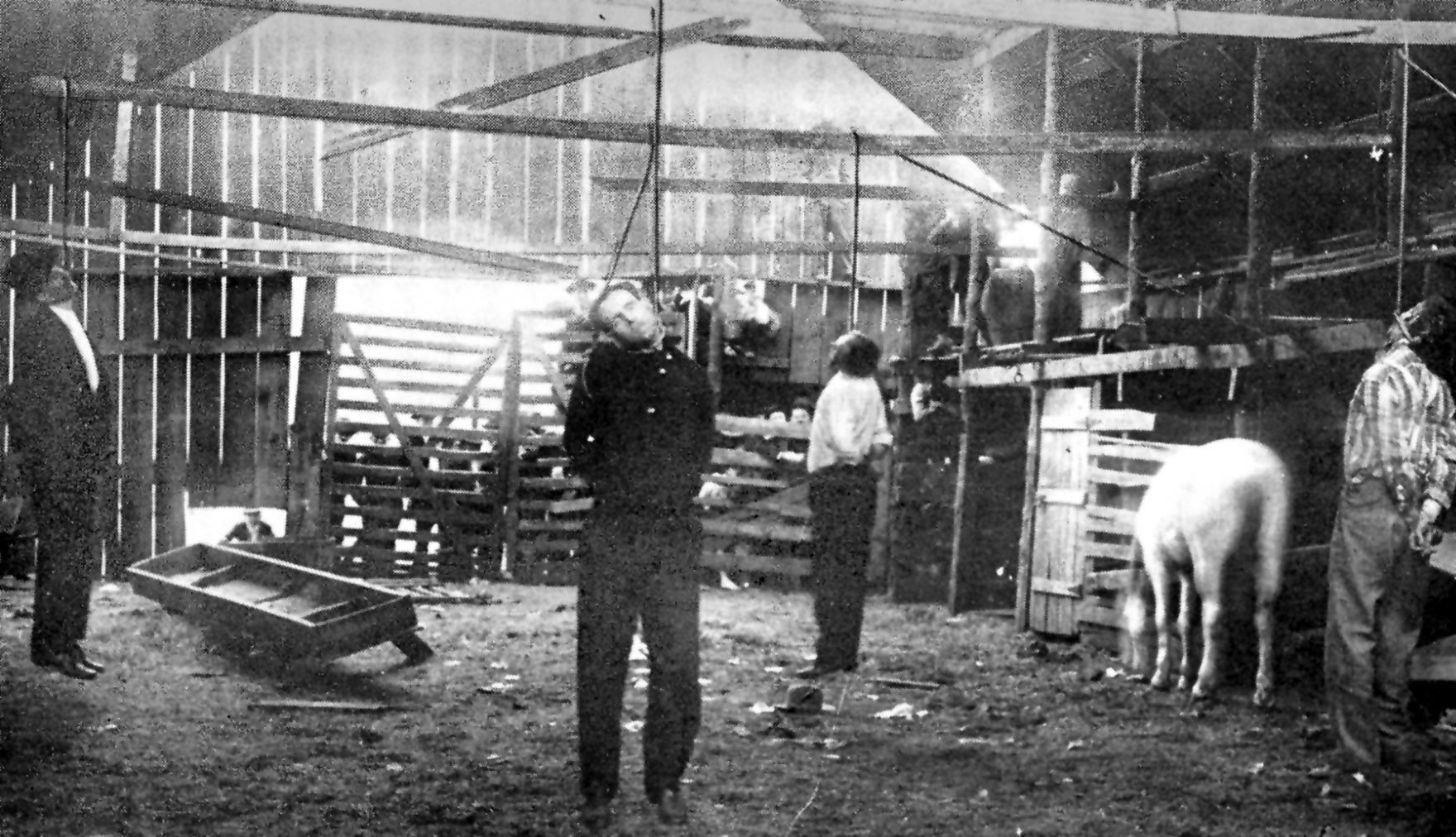
'Killer' Jim Miller, à esquerda, usando um chapéu preto, após ser linchado. Os outros são Allen, Burrell & West

Miller foi contratado pelos fazendeiros locais Jesse Oeste e Joe Allen, por meio do intermédio de  Berry B. Burell (embora haja controvérsia sobre a ortografia do nome do homem),  para assassinar o pecuarista e ex-deputado de Oklahoma Allen Augustus "Gus" Bobbitt de Ada, Oklahoma, para depois adquirir sua terra após sua morte, ou por causa de um rancor pessoal contra o homem, embora os relatos variem.   O pagamento foi de $1,700.
Em 27 de fevereiro de 1909, Miller escolheu cuidadosamente o seu ponto de emboscada, ocultando-se perto da casa do rancho de Bobbitt. Bobbitt e seu empregado Bob Ferguson chegaram da cidade com vagões de abastecimento para o rancho. Miller atirou em Bobbitt  com os dois canos de sua espingarda. Bobbitt conseguiu se esconder, com Miller fugindo para Fort Worth sem antes ser visto por Ferguson. Ao ouvir os tiros, a esposa de Bobbitt encontrou o marido no chão, que morreu logo depois de identificar o assassino.  O assassinato foi também testemunhado por Oscar Peeler, um  vaqueiro de 19 anos de idade, que aceitou US$ 50 para levar Miller até o rancho de Bobbitt. Miller foi preso no Texas por um Texas Ranger  e extraditado para Oklahoma para ser julgado juntamente com Jesse West, Joe Allen e Burrell Berry.
As provas contra os quatro suspeitos, no entanto, não eram consideradas fortes, deixando em aberto a possibilidade de uma absolvição. Apenas algumas semanas antes, um homem chamado Stephenson, suspeito no dia 3 de Novembro de 1907 de um  assassinato em  Pauls Valley, Oklahoma, havia sido absolvido por acusações de homicídio, o que possivelmente motivaram as ações dos cidadãos contra Miller.
Uma multidão, relatado pelo The Daily Ardmoreite como 200, e pela Associated Press como "estimada entre 30 a 40 pessoas" - invadiu a cadeia  entre "duas horas e três horas", na manhã de 19 de abril de 1909. A multidão arrastou os quatro homens  para um estábulo abandonado atrás  da prisão. Miller ficou estoico enquanto os outros três teriam implorado por suas vidas. Miller fez dois pedidos finais: que o seu anel de diamante ser dado à sua esposa, e que ele fosse autorizado a usar o seu chapéu preto ao ser enforcado. Ambos os pedidos foram deferidos. Ele também pediu para morrer com seu fraque preto, pedido que foi negado.  É relatado que Miller teria gritado "Let 'er rip!" e pulado voluntariamente de sua caixa. 
Os corpos dos quatro homens foram deixados pendurados por várias horas, enquanto que um fotógrafo pudesse ser trazido para imortalizar o momento. Estas fotos foram vendidas para turistas em Ada, Oklahoma por muitos anos.

## Livros
- James, Bill (1989). Jim Miller, The Untold Story of a Texas Badman. [S.l.]: Henington Publishing Company

- Nash, Robert (1994). Encyclopedia of Western Lawmen & Outlaws. [S.l.]: Da Capo Press. ISBN 0-306-80591-X